# Michel IX Paléologue
Michel IX Paléologue (grec : Μιχαήλ Θ΄ Παλαιολόγος; né le 28 mars 1277 ou le 18 avril 1278 à Constantinople, décédé le 12 octobre 1320 à Thessalonique), était le fils ainé de l’empereur byzantin Andronic II Paléologue et de sa première épouse, Anne, fille du roi de Hongrie Étienne V. Il régna conjointement avec son père de 1294 à sa mort en 1320.
Premier coempereur à exercer le pouvoir avec les mêmes prérogatives que son collègue, symbolisé par le fait qu’ils portaient tous deux le titre d’ « autokrator », il conduisit dans sa courte carrière quelques campagnes militaires contre les Ottomans, les Bulgares et les mercenaires de la Compagnie catalane, lesquelles se terminèrent soit par des échecs sérieux, soit par des demi-succès, que soit en raison de mauvaise stratégie, de l’état pitoyable de l’armée byzantine, ou simplement par manque de chance.
Après une série de défaites, il fut nommé par son père gouverneur de Thessalonique. C’est là qu’il devait mourir de chagrin, selon les chroniqueurs de l’époque, après la perte de sa fille Anne et de son fils Manuel, ce dernier tué par les soldats de son fils ainé et également coempereur, Andronic III (r. 1328-1341).

## Contexte historique
Andronic II Paléologue (r. 1282-1328) était le fils de Michel VIII Paléologue (coempereur de Nicée de 1258 à 1261 et empereur byzantin de 1261 à 1282). Toutefois, Andronic avait hérité d'un État épuisé par les tentatives de Michel VIII pour rétablir les frontières. En Europe, la majeure partie des Balkans demeurait aux mains des Slaves où Serbes et Bulgares menaçaient tour à tour l’empire. De même la majeure partie du Péloponnèse demeurait sous le contrôle des Francs dont les États s’étaient constitués après la chute de Constantinople en 1204. En Asie mineure, Turcs ottomans et seldjoukides avançaient irrémédiablement,.

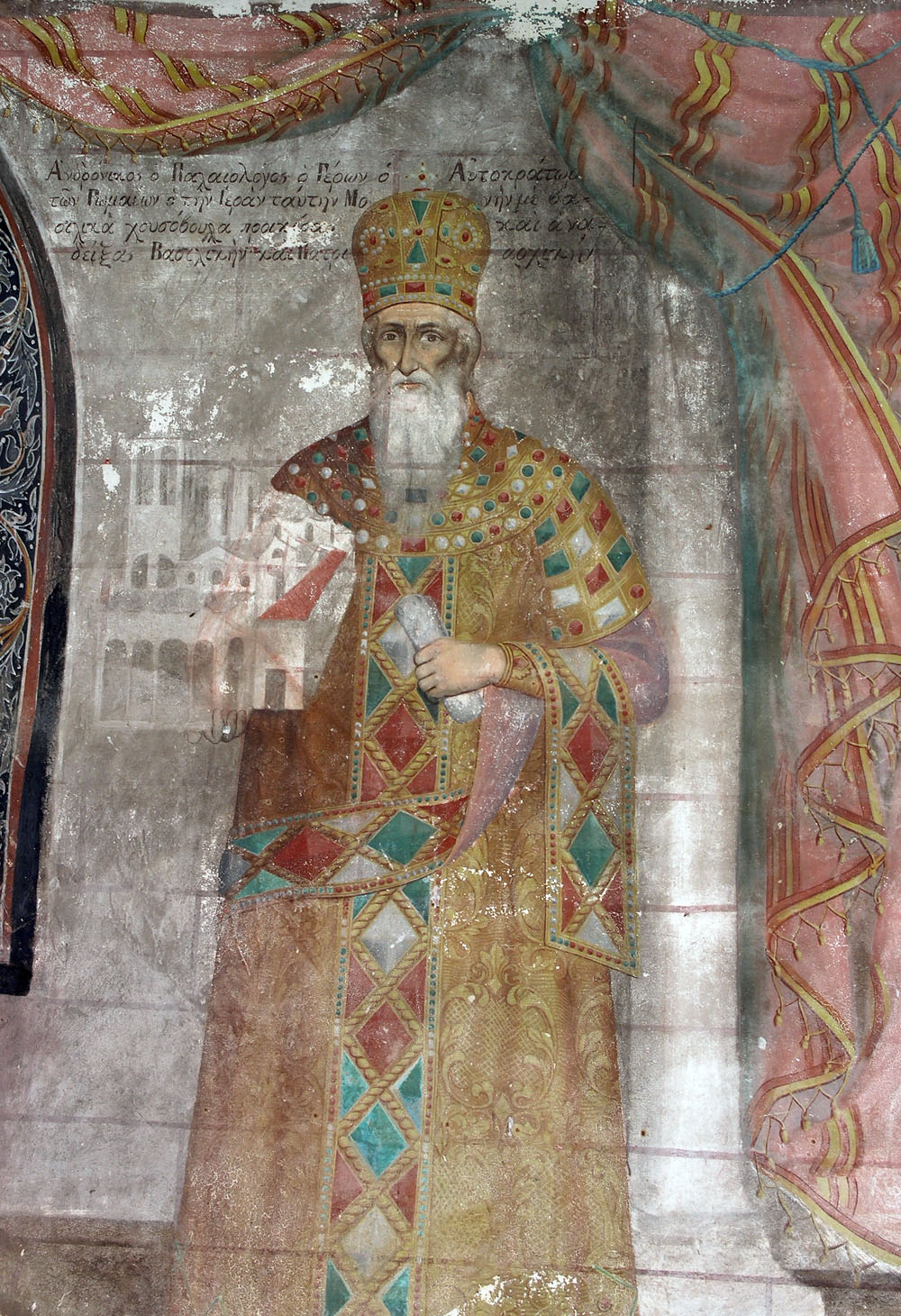
Fresque représentant Andronic II Paléologue (Monastère de Saint-Jean-le-Précurseur près de Serrès).

Les guerres de Michel VIII avaient épuisé le Trésor public alors que l'économie était asphyxiée par les guerres entre Venise et Gênes qui contrôlaient les mers avoisinantes. Enfin, les diverses querelles religieuses qui émaillèrent le règne d’Andronic II fragilisèrent encore plus un Empire byzantin déclinant,.

## Enfance et mariage
Âgé de vingt-quatre ans à son avènement, Andronic II chercha à prendre une politique qui fut le contrepied de celle de son père : répudiation de l’Acte d’Union des Églises romaine et orthodoxe, politique de rapprochement avec les villes-États italiennes, tentatives de reprise des villes aux mains des Turcs en Bithynie, Mysie et Phrygie, et remise en état des défenses de celles qui avaient été reconquises.
Politiquement, économiquement et religieusement, l’Empire byzantin faisait face à des difficultés faisant douter de sa survie. Il n’est guère étonnant dans les circonstances que la naissance de Michel un jour de Pâques ait été saluée par Pachymérès comme un véritable miracle annonçant des jours meilleurs pour le peuple et l’Empire byzantin.
Toujours selon Pachymérès, possiblement en 1281, Michel IX fut fait « basileus » et second coempereur, son père Andronic II demeurant premier coempereur,. Pendant quelques mois, il y aurait dès lors eu trois empereurs : Michel VIII, Andronic II et Michel IX. Ce sera un des traits de la dynastie Paléologue que le rôle croissant joué par l’empereur-associé, titre qui jusque-là servait simplement à assurer la succession dynastique. Déjà, du temps de Michel VIII, Andronic II avait été couronné empereur-associé et ses droits fixés par un prostagma  de novembre 1272. Dorénavant, et à l’exclusion d’autres empereurs-associés éventuels, il sera seul à pouvoir porter avec l’empereur principal le titre d’ « autocrator ». Comme en conclut très bien l’historien et humaniste byzantin Nicéphore Grégoras (vers 1295 - 1360) on peut voir dans cette idée, celle d’un partage du pouvoir, héritée du concept propre aux Latins d’un partage de l’empire entre les enfants du souverain. C’est du reste ce qu’espérait la deuxième épouse d’Andronic, Yolande de Montferrat, fille de Guillaume VII de Montferrat et de Béatrice de Castille, qui aurait voulu que l’empire ne revint pas seulement au fils ainé de l’empereur (donc aux enfants qu’Andronic II avait eu de sa première épouse), mais également aux enfants qu’elle avait déjà lors de son second mariage,. Face au refus catégorique de son époux, l’impératrice  quitta Constantinople avec ses fils pour s'établir à Thessalonique d’où elle ne cessa d'intriguer contre son époux et contre Michel IX, désigné comme seul successeur.
Dans les circonstances, le mariage du jeune homme était une affaire d’État et on commença à lui chercher une épouse alors qu’il n’était âgé que de onze ans. Dès 1288 commencèrent des négociations avec la famille de Courtenay, la dernière à avoir régné sur l’Empire latin. Petite-fille de Baudouin II de Courtenay, le dernier empereur latin, et fille de Philippe de Courtenay, Catherine de Courtenay était considérée dans les cours d’Occident comme l’impératrice titulaire de Constantinople. Ce mariage aurait eu comme avantage non seulement de mettre fin aux prétentions de cette famille au trône de Constantinople, mais aussi de s’assurer d’une certaine bienveillance de la part de ces mêmes États face au retour de la menace angevine alors que Charles II d'Anjou arrivait sur le trône de Naples. Poursuivi pendant plusieurs années, les négociations n’aboutirent pas, le pape s’opposant à l’union d’une impératrice latine à un empereur « hérétique »,,. Le même obstacle devait empêcher le mariage de Michel avec la fille du roi franc de Chypre.
D’autres tentatives, dont celle visant Yolande, sœur de Frédéric, roi de Sicile, n’eurent guère plus de succès. Finalement, on se tourna vers l’Orient où Andronic II avait déployé une grande activité. En 1295, le roi Héthoum II de la Petite Arménie donna son consentement à ce que sa sœur Rita (appelée Marie à son arrivée à Constantinople) épouse Michel le 16 janvier 1296. Deux fils devaient naitre de cette union : Andronic qui deviendra Andronic III et Manuel, ainsi que deux filles, Anne et Theodora.
À la même époque, Michel qui avait été proclamé mais non couronné « basileus » le sera le 21 mai 1295 à Sainte-Sophie comme le voulait la coutume.

## Une carrière militaire malheureuse

### Premiers déboires contre les Ottomans

Les beylicats turcs à la fin du règne d'Andronic II.

Déjà, en 1290, le jeune Michel s’était vu confié la direction des affaires de l’État alors qu’Andronic II était parti en Bithynie où les beylicats turcs empiétaient sur les territoires asiatiques de l'empire. L’empereur devait y rester trois années, inspectant les villes du nord, Nicée, Brousse et Lopadium, vitales pour la sécurité de l’empire. Cette reconquête de l’Asie mineure devait cependant être remise en question après le départ de Jean Tarchaniotès ; soldat expérimenté, il avait choisi le mauvais parti dans la querelle qui déchirait à ce moment l’Église orthodoxe . Bientôt, l’empereur se trouva à court non seulement d’officiers expérimentés, mais aussi de soldats ; ceux-ci désertaient en masse, leur solde étant payée irrégulièrement, voire pas du tout.
Michel Paléologue était anxieux de se faire bien voir auprès de son père et de lutter pour l’unité de l’empire. En 1302, des groupes d’Alains, fuyant les Mongols, demandèrent l’asile sur le territoire byzantin. Andronic s'empressa d’accepter et  de les enrôler pour les envoyer sur la frontière orientale, chargeant son fils de reprendre en mains la situation. Michel se trouva ainsi à la tête d’une force de quelque 16 000 hommes dont 10 000 Alains.
Toutefois, peu habitués aux usages byzantins, les Alains se mirent à piller avec un même zèle populations turques et grecques. Michel se dirigea avec ces troupes inexpérimentées et indisciplinées vers le fleuve Hermos et la forteresse de Magnésie (aujourd’hui Manisa en Turquie). Soit que ses généraux aient tenté de réprimer l’ardeur d’un jeune chef inexpérimenté, soit que celui-ci ait réalisé que les Turcs occupaient les points culminants des montagnes avoisinantes, Michel laissa l’initiative à ses adversaires qui lors du premier affrontement l’emportèrent facilement. Michel n’eut d’autre choix que de se réfugier dans la citadelle de Magnésie pendant que les Turcs ravageaient la contrée avoisinante. Michel y attendit trois mois que son père puisse réunir les sommes nécessaires pour payer ses soldats, période pendant laquelle nombre de Grecs et d’Alains désertèrent. À bout de ressources, Michel décida de fuir vers la côte, quittant secrètement son camp de nuit pour se réfugier à Pergame.
Pendant ce temps, les Alains déployés en Bithynie sur la frontière du Sangarios furent refoulés par un groupe de Turcs commandés par Otman ou Osman ; ces épisodes constituent la, première mention chez Pachymérès du fondateur des Osmanli. Commandée par le général Mouzalon, l’armée byzantine comptait environ 2 000 hommes qui durent faire face à 5 000 Ottomans; la bataille se déroula à Bapheus près de Nicomédie le 27 juillet 1302. Les Alains, vaincus par les Ottomans, se replient dans Nicomédie, laissant les troupes d'Osman ravager les campagnes environnantes.
Michel IX réussit à tenir Pergame pendant quelques mois, mais finit par rejoindre la côte à Pégai. C’est là que devait avoir lieu une première rencontre entre lui et la Compagnie catalane, embauchée par Andronic II après avoir été licenciée par Frédéric II de Sicile. Ayant chassé les Turcs de Cyzique, ils avaient fait tant de dommages dans la cité que leur chef, Roger de Flor, avait dû payer une indemnité aux habitants. Leur réputation les précédant, Michel IX retranché dans la ville refusa de les laisser entrer,. Il devait y tomber si gravement malade que son épouse vint l’y rejoindre. Le couple y passa l’hiver, ne retournant à Constantinople qu’en janvier 1304. L’échec de cette première mission militaire devait singulièrement affaiblir son prestige.

### Succès mitigés contre les Bulgares

La Bulgarie au début du XIV.

La guerre contre les Ottomans n’était pas terminée que s’amorçait une nouvelle campagne, cette fois contre les Bulgares. Après avoir étendu son pouvoir sur la Bessarabie, le nouveau khan bulgare Théodore Svetoslav (r. 1300-1321) multiplie les initiatives en Thrace, capturant nombre de forteresses byzantines sur les pentes des Rhodopes. En 1304, il lança une offensive sur les possessions byzantines en mer Noire, territoires qu’il considérait lui appartenir, conquérant  Mesembria (aujourd’hui Nesebăr en Bulgarie), Anchialos (aujourd’hui Pomorie en Bulgarie), Sozopolis (aujourd’hui Sozopol en Bulgarie), et Agathopolis (aujourd’hui Ahtopol en Bulgarie).
Michel IX réussit toutefois à défaire les Bulgares au cours de divers engagements, à la suite de quoi un certain nombre de forteresses conquises par les Bulgares se rendirent sans résistance. Ces succès firent grande impression à Constantinople où le patriarche Athanase Ier louangea le coempereur pour ses « victoires », lesquelles firent également l’objet d’un poème magnifiant le courage des armées byzantines.
Les Byzantins tentèrent alors de s’allier avec un oncle du tsar, Aldimir, lequel avait donné refuge à la veuve d’un opposant à Théodore et à son fils ; toutefois ce dernier demeura fidèle à son neveu. La chance devait tourner lorsque les Byzantins à l’automne 1304 affrontèrent les troupes bulgares près de la rivière Skafida. Les Byzantins commandés par Michel IX eurent d’abord l’avantage et réussirent à repousser les Bulgares de l’autre côté de la rivière. Toutefois, ceux-ci avaient préalablement saboté l’unique pont qui traversait la rivière, de telle sorte que lorsque les Byzantins, emportés par l’enthousiasme, s’élancèrent à leur poursuite le pont s’écroula sous leur poids. Nombre de soldats périrent noyés, les autres se débandèrent. Les Bulgares qui tentaient de rejoindre Apolonia revinrent alors sur leurs pas et réussirent à reprendre le contrôle de la situation. Plusieurs centaines de Byzantins furent capturés. Selon la tradition, les simples soldats furent relâchés, mais leurs commandants ne furent rachetés qu’au prix d’une rançon qu’Andronic et Michel ne purent payer qu’en vendant leurs propres bijoux et en faisant fondre leur vaisselle d’or et d’argent.
Les hostilités se poursuivirent jusqu’en 1307, alors que les Byzantins furent forcés de reconnaître les gains territoriaux de Théodore Svetoslav. Le traité de paix signé à cette occasion et qui restera en vigueur jusqu’à la mort de Théodore en 1321, prévoyait non seulement que les Bulgares recouvrent les ports de la mer et l’intérieur des terres à l’ouest de la rivière Toundža mais également que Michel IX devait donner sa fille Théodora en mariage à Théodore Svetoslav, mariage qui eut probablement lieu l’année suivante en 1308.

### Affrontements avec la Compagnie catalane

Parcours de la compagnie catalane en 1303 et 1304.

Au début du XIVe siècle, l’Anatolie échappait au contrôle de l’empire. La décomposition du sultanat de Roum s'était traduite par la constitution de Beylicats qui menaient chacun leur politique propre ; les Beys qui les contrôlaient menaient alors tous une ambitieuse politique territoriale. Devant ce danger, Andronic II avait mis, on l’a vu, ses espoirs dans les Alains cherchant refuge sur le territoire impérial. L’expérience désastreuse de Michel IX avait montré la vanité de ces espoirs. Andronic s’était alors tourné vers les Catalans ou Almugavares avec qui il avait signé un traité qui accordait à leur chef, Roger de Flor, le titre de mégaduc, la main d’une princesse impériale et, pour ses troupes, une solde double de celle des mercenaires habituels, payable quatre mois à l’avance.
À la suite d'une première victoire à Philadelphie, les Catalans s’étaient livrés sur le territoire impérial, au pillage, au détriment des Byzantins et des Turcs. Aussi les premiers contacts entre Michel IX et la Compagnie catalane en 1304 à Pégai avaient été hostiles, Michel leur interdisant l’accès de la ville. De là Roger de Flor et sa compagnie s’étaient dirigés vers Philadelphie  où ils avaient mis en déroute les Turcs qui assiégeaient la ville, puis vers Magnésie où Roger entreposa le butin accumulé jusque-là par ses hommes avant d’entreprendre une longue marche le long de la côte de l’Asie mineure jusqu’à Éphèse, rapidement conquise, les Turcs s’enfuyant à leur approche,.
Mais un jour qu’ils revenaient de nouveaux pillages Roger de Flor et ses hommes trouvèrent les portes de la ville fermées. N’ayant plus accès à leur butin, ils firent le siège de la ville : en vain. Andronic leur intima alors l’ordre de revenir à Constantinople afin de les envoyer en Thrace où les Bulgares se faisaient à nouveau menaçants. Les Catalans ne tinrent aucun compte de l’ordre impérial, alors que Michel IX qui tentait en Europe de contenir les Bulgares écrivit à son père qu’il ne voulait à aucun prix de ceux-ci.
Solidement retranchés à Gallipoli, les Catalans refusaient de bouger tant qu’ils n’auraient pas reçu la totalité des 300 000 hyperpères qui leur étaient dus ainsi que compensation pour leur butin perdu. Pour les amadouer, Andronic en février 1305 versa à Roger de Flore un nouvel acompte, y ajoutant le titre de « César ». Un nouvel accord fut conclu aux termes duquel Roger de Flor acceptait de retourner en Asie. Il voulut toutefois avant de partir rendre visite à Michel IX qu’il n’avait encore jamais rencontré. Michel fut contrarié mais accueillit son hôte avec la courtoisie due à un « César ». Il n’en allait pas de même pour les Alains qui campaient avec lui et dont l’un des chefs du nom d’Hyrkon avait vu son fils tué par les hommes de Roger de Flor à Cyzique. Hyrkon s’empara de Roger et le poignarda pendant que celui-ci était dans le camp ; les hommes d’Hyrkon pour leur part massacrèrent 300 Catalans dans la nuit qui suivit,.
Les Catalans se déchainèrent alors, rendant les Byzantins et non les Alains responsables de ce meurtre. Ils se répandirent le long de la côte de Thrace pendant que Gallipoli était proclamée « terre espagnole ». Ils se choisirent un nouveau chef en la personne de Bérenger de Rocafort à qui les Bulgares offrirent immédiatement leur aide. Michel IX qui devait les contenir en Thrace en même temps qu’il devait repousser les Bulgares fut sérieusement battu à deux reprises en juin 1305. Lors de la deuxième rencontre qui eut lieu à Apros (aujourd’hui près du village de Kermeyan en Turquie), il perdit la presque totalité de son armée qui comptait pratiquement trois fois plus de soldats que celle des Catalans  et, malgré le courage personnel dont il fit preuve, dut prendre la fuite pour aller se réfugier à Didymotica où il s’enferma,,. Il devait y rencontrer Andronic II qui lui adressa de violents reproches pour s’être lui-même exposé au danger.

### Défaites contre les Ottomans
Quant aux Catalans, ils dévastèrent la Thrace jusqu’en 1314, époque où, ayant épuisé le pays, ils décidèrent de partir. Ils devaient être remplacés par les Turcs ottomans  qui les avaient accompagnés. Ces derniers se divisèrent alors en deux groupes. L’un qui comptait environ 1 500 hommes se mit au service du prince serbe Stefan Uroš II Milutin. L’autre, comptant 1 300 cavaliers et environ 800 fantassins sous le commandement d’un certain Halil se mit à ravager la Thrace, coupant les communications entre Constantinople et Thessalonique. Désirant retourner chez eux une fois leur butin pris, ils demandèrent en 1310 à Andronic II la permission de traverser l’Hellespont pour regagner l’Asie mineure, ce qui leur fut accordé, les Génois devant fournir les bateaux. Mais quelques fonctionnaires byzantins réalisant le montant du butin et le peu d’hommes pour le protéger, voulurent les déposséder ; Halil renonça alors à son projet, attaqua les forteresses les plus proches et demanda que de l’aide lui soit envoyé d’Asie mineure.
Michel IX dut à nouveau réunir une armée pour aller à leur rencontre. Hélas, les soldats se faisaient rares et cette armée était surtout composée de paysans recrutés à la hâte. L’année suivante, il alla assiéger les Turcs retranchés dans leur forteresse de Gallipoli, confiant dans le fait que, bien qu’inexpérimentés, ses hommes étaient deux fois plus nombreux que les Turcs. Mais sitôt que Halil apparut à la tête de sa cavalerie, ce fut la débandade parmi les paysans byzantins, bientôt suivis par le reste des soldats de métier. Michel tenta, mais en vain, de rassembler son armée : personne ne l’écouta. De désespoir il dut battre en retraite, certain selon Grégoras « qu’il s’agissait de la punition de Dieu pour leurs fautes anciennes et nouvelles ». Les Turcs capturèrent nombre de nobles byzantins ainsi que le trésor royal dont la couronne impériale qu’Halil s’empressa de mettre sur sa propre tête.
Pendant plus de deux ans, la Thrace devait rester aux mains des Turcs. Les habitants, qui s’étaient réfugiés dans les villes, n’osaient plus sortir pour aller cultiver leurs terres. Toujours selon Grégoras dont le récit s’achève peu après, Andronic II et Michel IX se résignaient à voir les Turcs maitres du terrain.
La situation devait être renversée grâce à un jeune général, Philès Paléologue, qui leva une petite armée d’hommes décidés et qui affronta les Turcs près de la rivière Xirogypsus, tuant quelque 1200 Ottomans qui retournaient à leur forteresse avec leur butin. Bientôt, ayant reçu l’appui de quelque 2 000 cavaliers prêtés par Milutin de Serbie ils réussirent à encercler la forteresse, les Génois alliés de Constantinople empêchant toute évasion par mer. Après une âpre résistance la forteresse tomba en 1312 et Halil et ses hommes furent massacrés jusqu’au dernier,.

## Dernières années

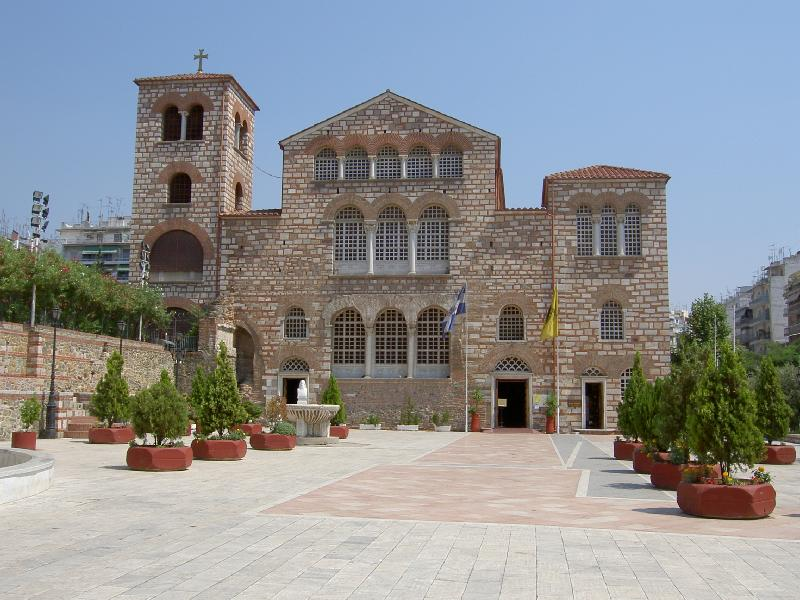
La cathédrale Saint-Dimitri de Thessalonique.

Désappointé et désillusionné, Michel IX quitta la vie militaire dans la fleur de l’âge et fut nommé en 1319 gouverneur de Thessalonique où se trouvait déjà sa belle-mère, Irène, qui y était déménagée après qu’Andronic II eut refusé de diviser l’empire entre Michel et ses trois enfants propres. Grégoras mentionne seulement qu’à la veille de son départ quelqu’un prédit qu’il y mourrait bientôt. Son ainé, Andronic III, avait été couronné coempereur à l’âge de dix-neuf ans en 1316.
On sait peu de choses sur son séjour à Thessalonique, sinon qu’il tenta  de mettre un terme à l’inimitié qui régnait entre Thessaliens et Pélages depuis des années. Homme très pieux, il fit reconstruire l’église Hagios Demetrios (saint Dimitri), détruite par les Normands en 1185. Dans les années précédentes, il avait également émis plusieurs chrysobulles en faveur  des monastères de Hilandar (mars 1305), d’Iviron (1310) et du Brontochion (novembre 1318), exemptant les moines de diverses taxes, incluant la fourniture de nourriture et de boisson à l’État.
Son deuxième fils, Manuel, devait être tué en 1319 ou 1320 par les soldats de son frère Andronic III au cours d’un guet-apens organisé par ce dernier pour surprendre l’amant de l’une de ses maitresses. En 1320 il devait perdre sa fille, Anne Paléologue, qui avait épousé en 1307 le despote d’Épire, Thomas Ier Comnène Doukas et en 1318, le meurtrier de ce dernier, Thomas Orsini. Lui-même devait s’éteindre, de chagrin dit-on, le 12 octobre 1320.

## Famille et descendance
Il épouse le 16 janvier 1296 Rita d'Arménie (1278-1333), fille de Léon III, roi d'Arménie, et de Kyrana de Lampron, qui lui donne quatre enfants :
- Andronic III Paléologue (1296-1341).
- Manuel Paléologue, tué par des soldats de son frère en 1319.
- Anna Paléologue (morte en 1320), mariée en 1313 avec Thomas Doukas, despote d'Épire (mort en 1318), puis en 1318 avec Niccolò Orsini, comte de Céphalonie.
- Théodora Paléologue, mariée en 1320 avec Teodor Svetoslav tsar de Bulgarie (mort en 1322), puis en 1324 avec Mikhail III Chichman Asen (mort en 1330), tsar de Bulgarie.